# Sýkorův ledovec

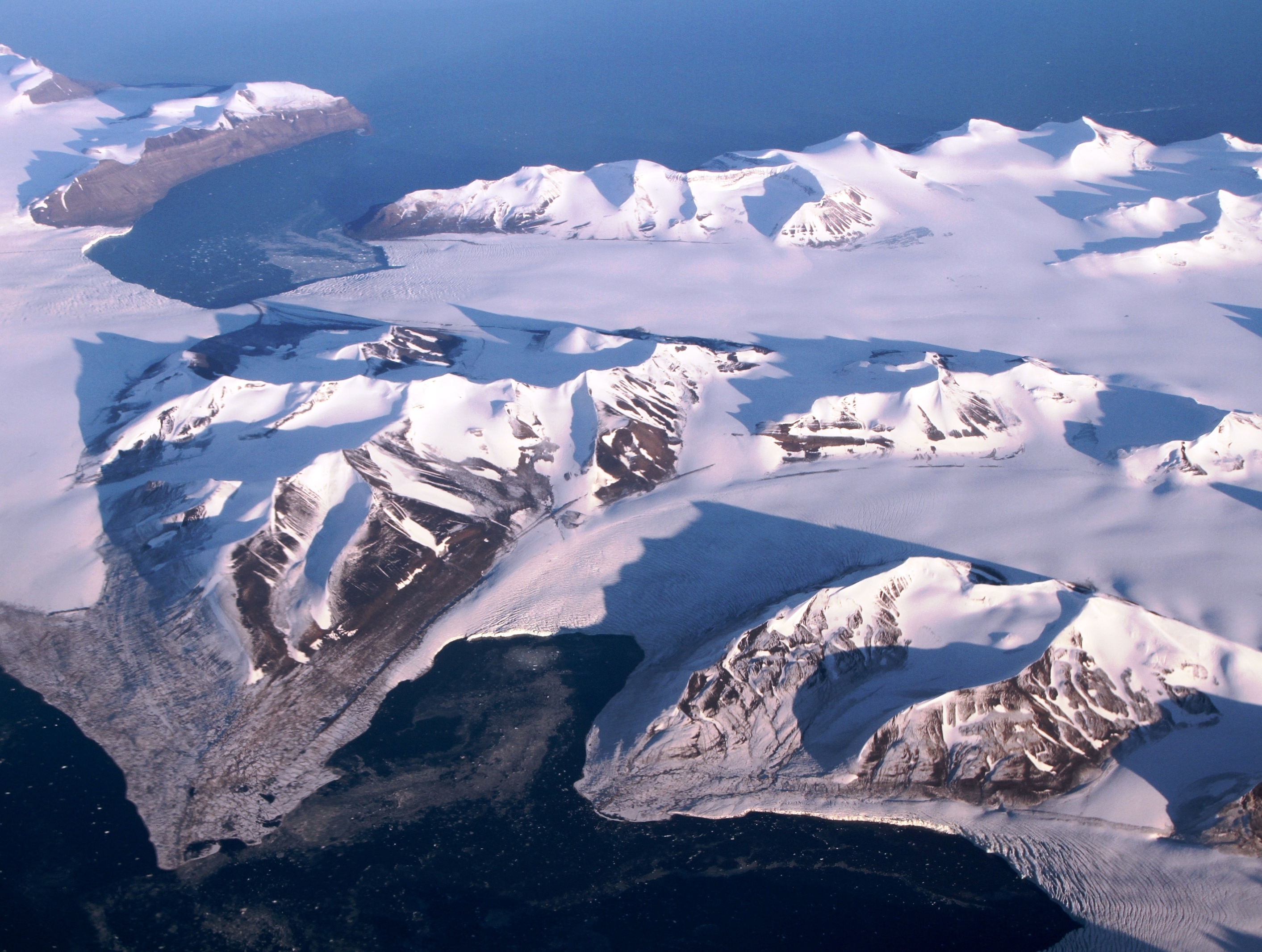
Sýkorův ledovec na leteckém snímku východního pobřeží země Sørkapp ze západu

Sýkorův ledovec, norsky Sykorabreen, polsky Lodowiec Sikory, rusky Сикора (ледник), ukrajinsky Сикора (льодовик), je ledovec na východním pobřeží země Sørkapp, která leží na jihu ostrova Západní Špicberk v souostroví Špicberky, patřícímu Norsku. Má délku 6,7 km a byl pojmenován v r. 1901 po ruském a českém astronomovi Josefu Sýkorovi (*1870, †1944), který se zúčastnil rusko-švédské stupňové expedice na Špicberky (1899/1900).